# Вяльцева Анастасія Дмитрівна
Вяльцева Анастасія Дмитрівна, у шлюбі Біскупська (1 [13] березня 1871, слобода Алтухово, Севський повіт, Орловська губернія — 4 [17] лютого 1913, Санкт-Петербург) — російська естрадна співачка (мецо-сопрано), виконавиця російських і «циганських» романсів, артистка оперети.
Сценічну діяльність почала в Києві в якості статистки в балетній трупі С. С. Ленчевського (1887). У 1893 виступала в оперетковій трупі московського театру «Акваріум», потім в трупі С. О. Пальма (спочатку в Москві, потім — у Петербурзі). На сцені Петербурзького Малого театру її помітили театральні оглядачі. А потім і присяжний повірений М. Й. Холєва, який ввів її в столичний літературно-артистичний гурток. У Петербурзі Вяльцева брала уроки у відомого педагога з вокалу С. М. Сонки, голови Петербурзького вокального товариства.
У 1897 році отримала запрошення в опереткову трупу московського театру «Ермітаж» Я. В. Щукіна. Тут її виступи незмінно супроводжувалися блискучим успіхом. У тому ж році в театрі «Ермітаж» відбувся перший сольний концерт, який відразу ж викликав ажіотаж в естрадних колах і визначив всю її подальшу кар'єру виконавиці в жанрі циганського романсу.